# Parma Associazione Sportiva 1957-1958
Questa voce raccoglie le informazioni riguardanti il Parma Associazione Sportiva nelle competizioni ufficiali della stagione 1957-1958.

## Stagione
I biancoscudati si classificano all'ultimo posto con 24 punti, un ultimo posto indolore visto il successivo allargamento dei quadri.
In casa biancoscudata confermato nel doppio ruolo di allenatore e calciatore Cestmír Vycpálek, ma la squadra crociata manifesta in questa stagione tutta la sua debolezza.
Il Parma rimane costantemente sul fondo della classifica con un bottino di solo cinque vittorie e cinque pareggi su trentaquattro partite.

Il cannoniere stagionale è stato Carlo Dell'Omodarme con sole sei reti.

## Rosa
| N. |                   | Ruolo | Calciatore              |
| -- | ----------------- | ----- | ----------------------- |
|    | Italia (bandiera) | C     | Bruno Alfier            |
|    | Italia (bandiera) | C     | Carlo Azzali            |
|    | Italia (bandiera) | D     | Pietro Bettoli          |
|    | Italia (bandiera) | P     | Sergio Bacigalupo       |
|    | Italia (bandiera) | A     | Carlo Cattabiani        |
|    | Italia (bandiera) | P     | Carlo Alberto Cernuschi |
|    | Italia (bandiera) | D     | Ivo Cocconi             |
|    | Italia (bandiera) | A     | Gianpiero Convalle      |
|    | Italia (bandiera) | C     | Paolo D'Odorico         |
|    | Italia (bandiera) | D     | Claudio Darni           |
|    | Italia (bandiera) | A     | Carlo Dell'Omodarme     |
|    | Italia (bandiera) | P     | Bruno Ducati            |
|    | Italia (bandiera) | C     | Pier Leonardo Frambatti |

| N. |                           | Ruolo | Calciatore         |
| -- | ------------------------- | ----- | ------------------ |
|    | Italia (bandiera)         | C     | Maurizio Ghinelli  |
|    | Italia (bandiera)         | C     | Umberto Giachetti  |
|    | Italia (bandiera)         | C     | Pietro Giuberti    |
|    | Italia (bandiera)         | C     | Giuseppe Marchioro |
|    | Italia (bandiera)         | A     | Franco Marmiroli   |
|    | Italia (bandiera)         | A     | Agostino Mazzoni   |
|    | Italia (bandiera)         | D     | Piero Miniussi     |
|    | Italia (bandiera)         | C     | Silvano Pravisano  |
|    | Italia (bandiera)         | C     | Leopoldo Raimondi  |
|    | Italia (bandiera)         | A     | Sergio Sangiorgi   |
|    | Italia (bandiera)         | P     | Vincenzo Vernizzi  |
|    | Italia (bandiera)         | A     | Romano Voltolina   |
|    | Cecoslovacchia (bandiera) | C     | Čestmír Vycpálek   |

## Risultati

### Serie B

#### Girone di andata
| Arbitro: | Bartolomei (Roma) |

|                                 |           |             |
| Danova 16’ (rig.) Fraschini 77’ | Marcatori | 39’ Mazzoni |

| Arbitro: | Ubezio (Novara) |

|                                      |           |               |
| Sacchella 37’ Pagliari 44’ Vigni 82’ | Marcatori | 62’ Voltolina |

| Arbitro: | Grillo (Afragola) |

|                                             |           |  |
| Convalle 5’ Dell'Omodarme 46’ Voltolina 53’ | Marcatori |  |

| Parma 6 ottobre 1957 4ª giornata | Parma                 | 0 – 0 | Sambenedettese | Stadio Ennio Tardini\| Arbitro: \| De Marchi (Pordenone) \| |
| Arbitro:                         | De Marchi (Pordenone) |       |                |                                                             |

| Arbitro: | Genel (Trieste) |

|                        |           |  |
| Baldini 8’ Fontana 60’ | Marcatori |  |

| Arbitro: | Boati (Milano) |

|  |           |                                            |
|  | Marcatori | 13’ (aut.) Cocconi 16’ Bernardis 84’ Colla |

| Arbitro: | Smorto (Reggio Calabria) |

|             |           |  |
| Cicogna 71’ | Marcatori |  |

| Arbitro: | Genel (Trieste) |

|  |           |                          |
|  | Marcatori | 50’ Manzino 65’ Moschino |

| Arbitro: | Guidi (Brescia) |

|                           |           |  |
| Colomban 38’ Nebuloni 65’ | Marcatori |  |

| Arbitro: | Ferrari (Milano) |

|                    |           |                               |
| Campagnoli 9’, 61’ | Marcatori | 28’ Mazzoni 70’ Dell'Omodarme |

| Arbitro: | Vanni (Pisa) |

|               |           |              |
| Voltolina 30’ | Marcatori | 28’ Fontanot |

| Arbitro: | Rebuffo (Milano) |

|  |           |                    |
|  | Marcatori | 33’, 88’ Marchetto |

| Arbitro: | Caputo (Napoli) |

|                 |           |                             |
| Buzzin 14’, 69’ | Marcatori | 7’ Dell'Omodarme 53’ Azzali |

| Catania 29 dicembre 1957 14ª giornata | Messina           | 0 – 0 | Parma | Stadio Cibali\| Arbitro: \| Cerutti (Legnano) \| |
| Arbitro:                              | Cerutti (Legnano) |       |       |                                                  |

| Arbitro: | Perego (Milano) |

|                   |           |          |
| Dell'Omodarme 46’ | Marcatori | 50’ Erba |

| Arbitro: | Carbonelli (Brescia) |

|               |           |  |
| Giachetti 79’ | Marcatori |  |

| Arbitro: | Butti (Como) |

|                                  |           |              |
| Mazzero 45’, 74’ Petris 69’, 81’ | Marcatori | 9’ Pravisano |

#### Girone di ritorno
| Arbitro: | De Marchi (Pordenone) |

|               |           |           |
| Marchioro 65’ | Marcatori | 80’ Costa |

| Arbitro: | Famulari (Messina) |

|                                 |           |                |
| D'Odorico 28’ Dell'Omodarme 47’ | Marcatori | 80’ Bersellini |

| Arbitro: | Genel (Trieste) |

|            |           |  |
| Novali 81’ | Marcatori |  |

| Arbitro: | Carbonelli (Brescia) |

|                                      |           |  |
| Guidazzi 8’ Buratti 32’ Barbieri 40’ | Marcatori |  |

| Arbitro: | Bartolomei (Roma) |

|               |           |           |
| Voltolina 31’ | Marcatori | 61’ Villa |

| Arbitro: | Butti (Como) |

|               |           |  |
| Bernardis 19’ | Marcatori |  |

| Arbitro: | Guarnaschelli (Pavia) |

|               |           |  |
| Voltolina 20’ | Marcatori |  |

| Arbitro: | Maghernino (San Severo) |

|                                             |           |  |
| Manzino 12’, 25’ Macchi 39’, 80’ Albini 68’ | Marcatori |  |

| Arbitro: | Cataldo (Reggio Calabria) |

|                    |           |                  |
| Bertoli 63’ (aut.) | Marcatori | 47’ Serradimigni |

| Arbitro: | Smorto (Reggio Calabria) |

|                               |           |                           |
| Dell'Omodarme 19’ Mazzoni 74’ | Marcatori | 22’ Ponzoni 43’ Bolognesi |

| Arbitro: | Basciu (Genova) |

|              |           |                       |
| Passarin 18’ | Marcatori | 56’ (aut.) Bicchierai |

| Arbitro: | Bartolomei (Roma) |

|              |           |               |
| Vernazza 63’ | Marcatori | 88’ Marchioro |

| Parma 27 aprile 1958 30ª giornata | Parma           | 0 – 0 | Catania | Stadio Ennio Tardini\| Arbitro: \| Ubezio (Novara) \| |
| Arbitro:                          | Ubezio (Novara) |       |         |                                                       |

| Parma 4 maggio 1958 31ª giornata | Parma         | 0 – 0 | Messina | Stadio Ennio Tardini\| Arbitro: \| Leita (Udine) \| |
| Arbitro:                         | Leita (Udine) |       |         |                                                     |

| Arbitro: | De Magistris (Torino) |

|            |           |  |
| Bretti 45’ | Marcatori |  |

| Arbitro: | Cerutti (Legnano) |

|                   |           |  |
| Fiorindi 60’, 62’ | Marcatori |  |

| Arbitro: | Campagna (Palermo) |

|                              |           |           |
| Giachetti 57’ Cattabiani 79’ | Marcatori | 8’ Milani |

## Statistiche

### Statistiche di squadra
| Competizione | Punti | In casa | In casa | In casa | In casa | In casa | In casa | In trasferta | In trasferta | In trasferta | In trasferta | In trasferta | In trasferta | Totale | Totale | Totale | Totale | Totale | Totale | DR  |
| Competizione | Punti | G       | V       | N       | P       | Gf      | Gs      | G            | V            | N            | P            | Gf           | Gs           | G      | V      | N      | P      | Gf     | Gs     | DR  |
| ------------ | ----- | ------- | ------- | ------- | ------- | ------- | ------- | ------------ | ------------ | ------------ | ------------ | ------------ | ------------ | ------ | ------ | ------ | ------ | ------ | ------ | --- |
| Serie B      | 24    | 17      | 5       | 9       | 3       | 16      | 16      | 17           | 0            | 5            | 12           | 9            | 33           | 34     | 5      | 14     | 15     | 25     | 49     | -24 |

### Statistiche dei giocatori
| Giocatore        | Serie B  | Serie B |
| Giocatore        | Presenze | Reti    |
| ---------------- | -------- | ------- |
| B. Alfier        | 4        | 0       |
| C. Azzali        | 27       | 1       |
| C. Cattabiani    | 2        | 1       |
| S. Bacigalupo    | 1        | -2      |
| P. Bettoli       | 31       | 0       |
| C.A. Cernuschi   | 7        | -15     |
| I. Cocconi       | 32       | 0       |
| G. Convalle      | 23       | 1       |
| P. D'Odorico     | 12       | 1       |
| C. Dell'Omodarme | 31       | 6       |
| C. Darni         | 32       | 0       |
| G. Dondi         | 1        | 0       |
| B. Ducati        | 17       | -20     |
| P.L. Frambatti   | 5        | 0       |
| M. Ghinelli      | 8        | 0       |
| U. Giachetti     | 20       | 2       |
| P. Giuberti      | 6        | 0       |
| G. Marchioro     | 17       | 2       |
| F. Marmiroli     | 2        | 0       |
| A. Mazzoni       | 18       | 3       |
| P. Miniussi      | 16       | 0       |
| S. Pravisano     | 12       | 1       |
| L. Raimondi      | 8        | 0       |
| S. Sangiorgi     | 3        | 0?      |
| V. Vernizzi      | 9        | -12     |
| R. Voltolina     | 15       | 5       |
| Č. Vycpálek      | 15       | 0       |